# Leptomesosa cephalotes
Leptomesosa cephalotes är en skalbaggsart som först beskrevs av Maurice Pic 1903.  Leptomesosa cephalotes ingår i släktet Leptomesosa och familjen långhorningar.
Artens utbredningsområde är Laos. Inga underarter finns listade i Catalogue of Life.